# Босанський Петроваць (громада)
Босанський Петроваць (хорв. і босн. Općina Bosanski Petrovac, серб. Општина Босански Петровац) — боснійська громада, розташована в Унсько-Санському кантоні Федерації Боснії і Герцеговини. Адміністративним центром є місто Босанський Петроваць.
| Боснія і Герцеговина | Це незавершена стаття з географії Боснії і Герцеговини. Ви можете допомогти проєкту, виправивши або дописавши її. |